# Лесіни-Малі
Лесіни-Малі (пол. Lesiny Małe, нім. Klein Leschienen) — село в Польщі, у гміні Вельбарк Щиценського повіту Вармінсько-Мазурського воєводства.
Населення — 60 осіб (2011).
У 1975-1998 роках село належало до Ольштинського воєводства.

## Демографія
Демографічна структура станом на 31 березня 2011 року:
|          | Загалом | Допрацездатний вік | Працездатний вік | Постпрацездатний вік |
| -------- | ------- | ------------------ | ---------------- | -------------------- |
| Чоловіки | 35      | 9                  | 24               | 2                    |
| Жінки    | 25      | 7                  | 12               | 6                    |
| Разом    | 60      | 16                 | 36               | 8                    |